# Manuel Bleda
Manuel Bleda Rodríguez (Massamagrell, 31 luglio 1990) è un calciatore spagnolo naturalizzato hongkonghese, attaccante dell'Eastern.

## Carriera

### Club
Bleda ha cominciato la carriera con la maglia del Castellón, per cui ha esordito in Segunda División in data 4 aprile 2010, subentrando a Ricardo Páez nella sconfitta per 1-0 maturata sul campo del Cadice. Ha totalizzato 5 presenze nel corso di quella stessa stagione.
Successivamente, ha giocato in diverse squadre militanti nelle serie inferiori del campionato spagnolo: dal 2010 al 2012 è stato in forza al Levante B, successivamente al Burriana, poi al Catarroja ed all'Alzira.
Nel 2014 ha lasciato la natia Spagna per trasferirsi in Bielorussia, nelle file del Belšyna. Ha esordito nella Vyšėjšaja Liha in data 30 marzo, schierato titolare nella sconfitta per 3-1 in casa dell'Homel'. Il 6 aprile ha trovato la prima rete nella massima divisione bielorussa, in occasione del pareggio per 1-1 sul campo della Tarpeda-BelAZ.
Successivamente a questa esperienza, è emigrato in Tagikistan per giocare nell'Istiklol. Con questa maglia ha disputato 10 partite nella Coppa dell'AFC 2015, siglando anche una rete. Nel 2016 è tornato in Europa, ai rumeni del Ceahlăul.
Ad agosto 2016 si è accordato con l'Eastern, compagine di Hong Kong.

## Palmarès

### Club

#### Competizioni nazionali
- Campionato tagiko: 1

Istiklol: 2015
- Coppa del Tagikistan: 1

Istiklol: 2015